# Syców (gmina)
Syców – gmina miejsko-wiejska w województwie dolnośląskim, w powiecie oleśnickim, należąca do aglomeracji wrocławskiej.
Siedziba gminy to Syców.
W latach 1975–1998 gmina położona była w województwie kaliskim.
Według danych z 31 grudnia 2017 roku gminę zamieszkiwały 16 834 osoby. Natomiast według danych z 30 czerwca 2020 roku gminę zamieszkiwało 16 888 osób.

## Struktura powierzchni
Według danych z roku 2002 gmina Syców ma obszar 144,79 km², w tym:
- użytki rolne: 62%
- użytki leśne: 30%

Gmina stanowi 13,79% powierzchni powiatu.

## Demografia

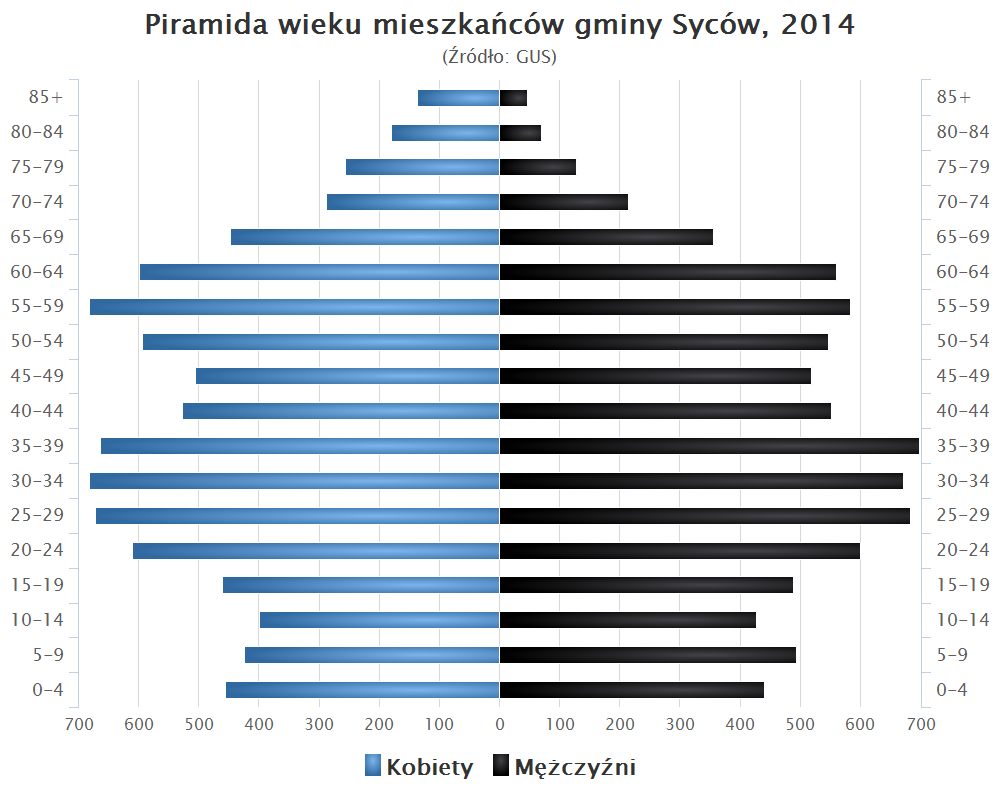
Piramida wieku mieszkańców gminy Syców w 2014 roku

Dane z 31 grudnia 2017 roku:
| Opis                              | Ogółem | Ogółem | Kobiety | Kobiety | Mężczyźni | Mężczyźni |
| --------------------------------- | ------ | ------ | ------- | ------- | --------- | --------- |
| jednostka                         | osób   | %      | osób    | %       | osób      | %         |
| populacja                         | 16 834 | 100    | 8426    | 51,3    | 7948      | 48,7      |
| gęstość zaludnienia (mieszk./km²) | 116    | 116    | 57      | 57      | 59        | 59        |

## Sąsiednie gminy
Dziadowa Kłoda, Kobyla Góra, Międzybórz, Oleśnica, Perzów, Twardogóra

## Wsie leżące w gminie[2]
- Biskupice
- Drołtowice
- Działosza
- Gaszowice
- Komorów
- Nowy Dwór
- Stradomia Wierzchnia
- Szczodrów
- Wielowieś
- Wioska
- Zawada
- Ślizów